# Storvätteshågna
Storvätteshågna é o pico mais alto da serra Långfjället, localizado na comuna de Älvdalen, no noroeste da província histórica de Dalarna, na Suécia.

Tem uma altitude de 1 204 m, sendo assim o ponto mais alto da província histórica de Dalarna e igualmente da região histórica da Svealand. No seu topo existe um pequeno lago chamado Santesonstjärnen.